# Оменя
Оменя (на италиански: Omegna) е град и община в западната част на Северна Италия.

## География
Градът е в провинция Вербано-Кузио-Осола на област (регион) Пиемонт. Разположен е на северния бряг на езерото Лаго д'Орта. Население 16 118 жители към 31 март 2009 г.

## История
Оменя получава статут на град през 1221 г.

## Спорт
Оменя има баскетболен отбор, който носи името Фулгор Оменя.

## Личности
Родени
- Джани Родари (1920 – 1980), италиански детски писател

## Побртимени градове
- Лоди, Италия